# Otero megye (Új-Mexikó)
Otero megye az Amerikai Egyesült Államokban, azon belül Új-Mexikó államban található. Megyeszékhelye és legnagyobb városa Alamogordo. Lakosainak száma 67 839 fő (2020. április 1.). Otero megye Hudspeth, El Paso, Culberson, Lincoln, Chaves, Eddy, Sierra és Doña Ana megyékkel határos.

## Népesség
A megye népességének változása:
| Lakosok száma | 64 337 | 65 497 | 65 922 | 65 616 | 64 362 | 67 839 |
|               | 2010   | 2011   | 2012   | 2013   | 2015   | 2020   |